# Carlos Villalba
Carlos Villalba (Resistencia, Argentina; 19 de junio de 1998) es un futbolista argentino. Juega como centrocampista y su equipo actual es el Talleres de la Primera División de Argentina.

## Trayectoria
Carlos Villalba firmó su primer contrato con Talleres en 2019. Dos años antes, en el marco del programa educativo del Club, finalizó sus estudios secundarios. Con el club cordobés salió campeón de séptima división y luego logró el bicampeonato de Reserva en la temporada 2017 y 2018, siendo además capitán del equipo.
Para la temporada 2020, Villalba fue cedido a préstamo a Rentistas, debutó en la liga el 16 de febrero de 2020, jugando la totalidad del partido en la victoria por 2-0 en casa ante Nacional. Con el club bichero fue subcampeón. Finalizada la temporada y sin lugar de vuelta en Atenas ni Talleres, fue ofrecido a Atenas y Tlaxcala, pero él rechazó las ofertas.
En 2023 fue cedido a préstamo por un año al Club Sport Emelec de la Serie A de Ecuador.

## Clubes
Actualizado al último partido disputado el 3 de diciembre de 2023.
| Club                 | País          | Año           | Partidos | Goles |
| -------------------- | ------------- | ------------- | -------- | ----- |
| Talleres             | Argentina     | 2019-2020     | 0        | 0     |
| Rentistas (préstamo) | Uruguay       | 2020-2021     | 36       | 1     |
| Talleres             | Argentina     | 2021-2022     | 0        | 0     |
| Platense (préstamo)  | Argentina     | 2022          | 25       | 0     |
| Emelec (préstamo)    | Ecuador       | 2023          | 28       | 1     |
| Platense (préstamo)  | Argentina     | 2024-presente |          |       |
| Total carrera        | Total carrera | Total carrera | 89       | 2     |

## Palmarés
| Título            | Club     | País      | Año  |
| ----------------- | -------- | --------- | ---- |
| Torneo de Reserva | Talleres | Argentina | 2017 |
| Torneo de Reserva | Talleres | Argentina | 2018 |